# Oberstabsapotheker
Der Oberstabsapotheker ist einer der Dienstgrade der Bundeswehr. Oberstabsapotheker sind Sanitätsoffiziere, staatlich geprüfte Lebensmittelchemiker und approbierte Apotheker. Der Dienstgrad wird durch den Bundespräsidenten mit der Anordnung des Bundespräsidenten über die Dienstgradbezeichnungen und die Uniform der Soldaten auf Grundlage des Soldatengesetzes festgesetzt.

## Dienststellungen
Oberstabsapotheker werden in allen Bereichen der Wehrpharmazie eingesetzt. Stabsapotheker dienen in den Bundeswehrapotheken in den Versorgungs- und Instandsetzungszentren für Sanitätsmaterial, in den Krankenhausapotheken der Bundeswehrkrankenhäuser und in den dislozierten Fachsanitätszentren. Oberstabsapotheker beschäftigen sich dort vor allem mit der Sanitätsmateriallogistik. In den Bundeswehrkrankenhäusern übernehmen sie auch Aufgaben auf dem Gebiet der Krankenhaushygiene, Arzneimittelüberwachung und Lebensmittelkontrolle. In der Sanitätsakademie und angegliederten Instituten wie dem Institut für Mikrobiologie der Bundeswehr, dem Institut für Pharmakologie und Toxikologie oder in einem der Zentralen Institute des Sanitätsdienstes erfolgt der Einsatz auf den Gebieten (analytische) Pharmazie und Lebensmittelchemie. In den Überwachungsstellen für öffentlich-rechtliche Aufgaben beschäftigen sie sich unter anderem mit der Lebensmittelüberwachung, Arzneimittelüberwachung und Hygiene im Bereich der Bundeswehrliegenschaften und in den Einsatzländern. Insbesondere wenn sie bereits Fachapotheker sind, führen sie Gruppen, sind Leiter einer Krankenhausapotheke und (Unter-)abteilungsleiter in einer der genannten sanitätsdienstlichen Einrichtungen. Erfahrene Oberstabsapotheker führen teils bereits ein Versorgungs- und Instandsetzungszentrum Sanitätsmaterial. Wie auch andere Stabsoffiziere bearbeiten sie in den Referaten und Abteilungen in Kommandobehörden, Ämtern oder im Ministerium (wehrpharmazeutische) Fachfragen. An den Ausbildungseinrichtungen der Bundeswehr lehren Oberstabsapotheker als Dozenten.

## Ernennung
Für die Ernennung zum Oberstabsapotheker oder die Einstellung mit diesem Dienstgrad gelten dieselben gesetzlichen Grundlagen und Anforderungen beispielsweise hinsichtlich Mindestdienstzeit, Laufbahnzugehörigkeit und Dienstverhältnis wie bei Oberstabsärzten. Statt einer Approbation als Arzt oder Zahnarzt ist die Approbation als Apotheker und die staatliche Prüfung zum Lebensmittelchemiker Voraussetzung. Bei einer Einstellung als Oberstabsapotheker ist abweichend statt einer Zulassung als Gebiets- oder Facharzt die Qualifikation zum Fachapotheker gefordert.

## Dienstgradabzeichen

Aufschiebe-
schlaufen für Feldanzug der Heeresuniformträger

Das Dienstgradabzeichen für Oberstabsapotheker entspricht im Wesentlichen dem für Oberstabsärzte. Zur Unterscheidung der Oberstabsapotheker dient ein Laufbahnabzeichen in Form eines abgewandelten Äskulapstabes. Die Schlange windet sich im Laufbahnabzeichen für Apotheker über einer Apothekerschale in doppelter Windung (um einen nicht dargestellten bzw. gedachten Stab).

## Geschichte
Der Dienstgrad wurde mit der sechsten Anordnung des Bundespräsidenten über die Dienstgradbezeichnungen und die Uniform der Soldaten vom 5. Mai 1966 neu geschaffen.

## Sonstiges
Hinsichtlich Befehlsgewalt in truppendienstlicher und fachlicher Hinsicht im Sinne der Vorgesetztenverordnung und Wehrdisziplinarordnung, hinsichtlich äquivalenter, nach- und übergeordneter Dienstgrade im Sinne der ZDv 14/5 und hinsichtlich der Besoldung sind im Übrigen Oberstabsapotheker dem Oberstabsarzt gleichgestellt. In der nach der Soldatenlaufbahnverordnung und ZDv 20/7 regelmäßig zu durchlaufenden Beförderungsreihenfolge ist der vorangehende Dienstgrad der Stabsapotheker. Der nachfolgende Dienstgrad ist im Sinne der Soldatenlaufbahnverordnung der Oberfeldapotheker für Heeres- und Luftwaffenuniformträger bzw. der Flottillenapotheker für Marineuniformträger.
| Offizierdienstgrad |                                                                            | |
| Niedrigerer Dienstgrad |                                                                            | Höherer Dienstgrad                                                                                                  |
| Stabshauptmann Stabskapitänleutnant                                                                                             | Major Korvettenkapitän Oberstabsarzt Oberstabsapotheker Oberstabsveterinär | Oberstleutnant Fregattenkapitän Oberfeldarzt Oberfeldapotheker Oberfeldveterinär Flottillenarzt Flottillenapotheker |
| Dienstgradgruppe: Mannschaften – Unteroffiziere o.P. – Unteroffiziere m.P. – Leutnante – Hauptleute – Stabsoffiziere – Generale |                                                                            | |